# Acanthuchus conspurcatus
Acanthuchus conspurcatus är en insektsart som beskrevs av Carl Stål. Acanthuchus conspurcatus ingår i släktet Acanthuchus och familjen hornstritar. Inga underarter finns listade i Catalogue of Life.